# Épreuve par équipe W1 de tir à l'arc aux Jeux paralympiques d'été de 2024
Cet article traite de l'épreuve mixte. Pour la compétition féminine, voir Épreuve individuelle W1 féminine de tir à l'arc aux Jeux paralympiques d'été de 2024. Pour la compétition masculine , voir Épreuve individuelle W1 masculine de tir à l'arc aux Jeux paralympiques d'été de 2024
Navigation
Tokyo 2020 Los Angeles 2028
L'épreuve par équipe mixte de tir à l'arc des Jeux olympiques d'été de 2024 se déroule le 2 septembre sur l'esplanade des Invalides. Les équipes sont composées d'une archère féminin et d'un archer masculin. Les résultats du tour de qualification correspondent aux cumuls des scores réalisés par les athlètes lors du tour de qualification individuel.

## Médaillés
| Or                                | Argent                                       | Bronze                             |
| Chine- Chen Minyi - Zhang Tianxin | Tchéquie- Šárka Musilová - David Drahonínský | Italie- Daila Dameno - Paolo Tonon |

## Calendrier
| Date               | Horaire | Manche           |
| ------------------ | ------- | ---------------- |
| Samedi 2 septembre | 09 h 00 | Quarts de finale |
| Samedi 2 septembre | 10 h 00 | Demi-finales     |
| Samedi 2 septembre | 11 h 15 | Finales          |

## Compétition

### Tour de classement

#### Résultats
| Rang | Archers                                  | Pays         | Individuel | Equipe | Commentaires |
| ---- | ---------------------------------------- | ------------ | ---------- | ------ | ------------ |
| 1    | Chen Minyi Zhang Tianxin                 | Chine        | 650 674    | 1324   |              |
| 2    | Šárka Musilová David Drahonínský         | Tchéquie     | 659 657    | 1316   |              |
| 3    | Daila Dameno Paolo Tonon                 | Italie       | 609 652    | 1261   |              |
| 4    | Kim Ok-geum Park Hong-jo                 | Corée du Sud | 623 613    | 1236   |              |
| 5    | Nil Mısır Bahattin Hekimoğlu             | Turquie      | 572 661    | 1233   |              |
| 6    | Tracy Otto Jason Tabansky                | États-Unis   | 547 654    | 1201   |              |
| 7    | Juliana Ferreira da Silva Eugênio Franco | Brésil       | 503 627    | 1130   |              |

### Phase finale
| Quarts de finale | Quarts de finale | Quarts de finale | Quarts de finale | Quarts de finale | Quarts de finale | Quarts de finale | Quarts de finale |  |  | Demi-finales | Demi-finales | Demi-finales | Demi-finales | Demi-finales | Demi-finales | Demi-finales | Demi-finales |  |  | Finale             | Finale             | Finale             | Finale             | Finale             | Finale             | Finale             | Finale             |  |  |  |  |  |  |  |  |  |  |
|                  |                  |                  |                  |                  |                  |                  |                  |  |  |              |              |              |              |              |              |              |              |  |  |                    |                    |                    |                    |                    |                    |                    |                    |  |  |  |  |  |  |  |  |  |  |
|                  |                  |                  |                  |                  |                  |                  |                  |  |  |              |              |              |              |              |              |              |              |  |  |                    |                    |                    |                    |                    |                    |                    |                    |  |  |  |  |  |  |  |  |  |  |
|                  |                  |                  |                  |                  |                  |                  |                  |  |  | 1            | Chine        | 145          | 36           | 37           | 36           | 36           |              |  |  |                    |                    |                    |                    |                    |                    |                    |                    |  |  |  |  |  |  |  |  |  |  |
| 5                | Turquie          | 132              | 33               | 33               | 32               | 34               |                  |  |  | 4            | Corée du Sud | 139          | 37           | 33           | 35           | 34           |              |  |  |                    |                    |                    |                    |                    |                    |                    |                    |  |  |  |  |  |  |  |  |  |  |
| 4                | Corée du Sud     | 134              | 33               | 35               | 30               | 36               |                  |  |  |              |              |              |              |              |              |              |              |  |  | 1                  | Chine              | 147                | 38                 | 37                 | 38                 | 34                 |                    |  |  |  |  |  |  |  |  |  |  |
| 3                | Italie           | 139              | 38               | 31               | 33               | 37               |                  |  |  |              |              |              |              |              |              |              |              |  |  | 2                  | Tchéquie           | 143                | 35                 | 36                 | 37                 | 35                 |                    |  |  |  |  |  |  |  |  |  |  |
| 6                | États-Unis       | 126              | 32               | 36               | 28               | 30               |                  |  |  | 3            | Italie       | 138          | 33           | 35           | 36           | 34           |              |  |  |                    |                    |                    |                    |                    |                    |                    |                    |  |  |  |  |  |  |  |  |  |  |
| 7                | Brésil           | 121              | 25               | 34               | 27               | 35               |                  |  |  | 2            | Tchéquie     | 146          | 36           | 39           | 34           | 37           |              |  |  |                    |                    |                    |                    |                    |                    |                    |                    |  |  |  |  |  |  |  |  |  |  |
| 2                | Tchéquie         | 144              | 35               | 36               | 35               | 38               |                  |  |  |              |              |              |              |              |              |              |              |  |  | Médaille de bronze | Médaille de bronze | Médaille de bronze | Médaille de bronze | Médaille de bronze | Médaille de bronze | Médaille de bronze | Médaille de bronze |  |  |  |  |  |  |  |  |  |  |
|                  |                  |                  |                  |                  |                  |                  |                  |  |  |              |              |              |              |              |              |              |              |  |  | 4                  | Corée du Sud       | 132                | 35                 | 36                 | 26                 | 35                 |                    |  |  |  |  |  |  |  |  |  |  |
|                  |                  |                  |                  |                  |                  |                  |                  |  |  |              |              |              |              |              |              |              |              |  |  | 3                  | Italie             | 134                | 32                 | 31                 | 39                 | 32                 |                    |  |  |  |  |  |  |  |  |  |  |